# Modus (sèrie de televisió)
Modus és una sèrie de televisió sueca de gènere policíac dirigida per Lisa Siwe i Mani Maserrat. La història és una adaptació dels guanyadors del premi Emmy Mai Brostrøm i Peter Thorsboe del llibre Frukta inte (traduït a l'espanyol com a Noche cerrada en Bergen) de l'escriptora i advocada noruega Anne Holt. Els vuit capítols de que consta la sèrie es van emetre pel canal suec TV4 el setembre de 2015. També es va emetre pel canal anglès BBC Four el passat novembre de 2016.

## Argument
La trama segueix a la psicòloga criminal Inger Johanne Vik col·laboradora de la policia sueca i de l'FBI nord-americà, la qual es veu involucrada en la investigació de diversos assassinats perquè la seva filla gran, Stina, és testimoni involuntari del primer assassinat. A aquest n'hi segueixen més, i malgrat que les víctimes no semblen tenir res en comú, si que estan d'alguna manera relacionats amb una secta religiosa fonamentalista nord-americana. Per aquest motiu decideix tornar a treballar amb el detectiu Ingvar Nyman i descobrir l'autor de les morts.

## Repartiment

### Personatges principals
- Melinda Kinnaman com a Inger Johanne Vik, psicòloga criminal
- Henrik Norlén com a Ingvar Nyman, detectiu de la policia sueca
- Simon J Berger com a Isak Aronson, músic i exmarit de l'Inger Johanne
- Esmeralda Struwe com a Stina Vik, filla gran de l'Inger Johanne i l'Isak
- Lily Wahlsteen com a Linnea Vik, filla petita de l'Inger Johanne i l'Isak
- Marek Oravec com a Richard Forrester, assassí
- Cecilia Nilsson com a Elisabeth Lindgren, bisbessa d'Uppsala
- Krister Henriksson com a Erik Lindgren, marit de l'Elisabeth Lindgren
- Johan Widerberg com a Lukas Lindgren, fill de l'Elisabeth i l'Erik
- Peter Jöback com a Rolf Ljungberg, veterinari
- Liv Mjönes com a Patricia Green, actriu
- Magnus Roosmann com a Marcus Ståhl, empresari navilier

### Personatges secundaris
- Josefine Tengblad com a Sophie Dahlberg, política
- Ellen Mattsson com a Astrid Friberg, esposa de Lukas Lindgren
- Simon Norrthon com a Lennart Carlsson, ajudant de Richard Forrester
- Primus Lind com a Noah Ståhl, fill de Marcus Ståhl
- Philip Martin com a Hakim Hammar, agent de policia
- Gerhard Hoberstorfer com a Sundberg, agent de policia
- Julia Dufvenius com a Isabella Levin, presentadora de televisió
- Eva Melander com a Marianne Larsson
- Annika Hallin com a Hedvig Nyström, patòloga forense
- Anki Lidén com a Gunilla Larsson, assistenta
- Maja Rung com a Lilja, cambrera
- Christoffer Jareståhl com a Robin Larsson, cuiner
- Stephen Rappaport com a Jacob Lindstrom, predicador
- Giovanni Bucchieri com a Niclas Rosén, artista i germanastre del Marcus Ståhl
- Jo Rideout com a Karen Winslow, agent de l'FBI
- Siw Erixon com a Kerstin Vik, mare de l'Inger Johanne Vik
- Leona Axelsen com a Fanny Holm
- Chantelle Bagara com a Maria Lindgren, filla de Lucas Lindgren
- Keyon Bagara com a Alexander Lindgren, fill de Lucas Lindgren
- Alexandra Rapaport com a Ulrika Sjöberg, directora adjunta
- Suzanne Reuter com a Vivika Wallin
- Simon Settergren com a Hawre Ghani
- Elizabeth Moynihan com a June Lindstrom
- Morten Faldaas com a Freddy Vik, pare de l'Inger Johanne Vik
- Amelia Drake com a Lisa Vik, germana de l'Inger Johanne Vik
- Chatarina Larsson com a Elsa Levin, mare de la Lisa Vik
- Anders Beckman com a Ulf Levin, pare de la Lisa Vik

## Producció
La sèrie és una producció del canal suec TV4 i de Miso Film Sweden, i coproduïda per Nadcom Film, Zweites Deutsches Fernsehen (ZDF) i TV2 Norge. També compta amb la col·laboració de TV2 Danmark, RUV, Lumière i Fremantle Media International, i la participació de l'Svenska Filminstitutet (SFI), Nordisk Film&TV Fond i MEDIA Programme of the European Union.
La distribució internacional va a càrrec de FremantleMedia International (FMI), de la qual la va adquirir la BBC.
L'estrena de Modus a TV4 va atreure 1,2 milions d'espectadors, obtenint una quota del 37,2%, el que suposà un dels llançaments més grans del país del 2015.